# Dánská sekera

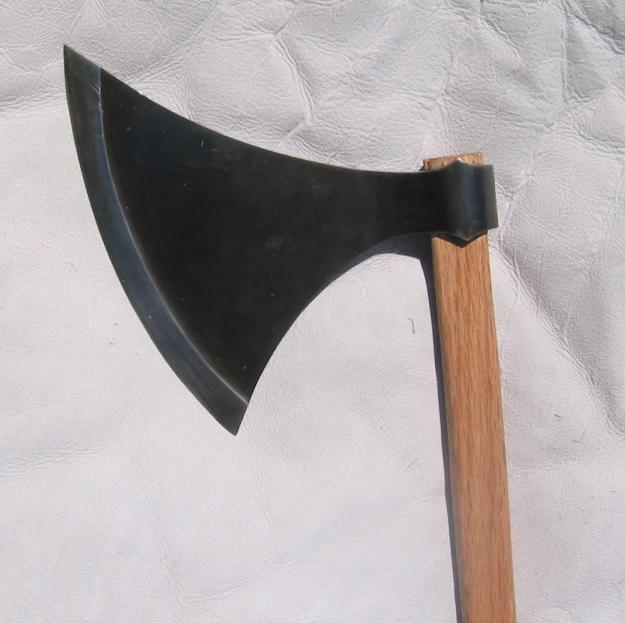
Dánská sekera

Dánská sekera (anglicky: Dane Axe) je raný typ válečné sekery. Její ostří je dlouhé 20 až 30 cm. Průměrná hmotnost sekery je 1 až 2 kg. Topůrko má dlouhé 0,9 až 1,2 m. Ty které sloužily jako odznak moci ho mají dlouhé až 1,5 - 1,7 m. Dánské sekery používali anglosaští huskarlové.